# Ovidiu Cernăuțeanu
Ovidiu Cernăuțeanu vagy művésznevén Ovi Martin, Ovidou Jacobsen, Ovi (Botosán, 1974. augusztus 23. –) román-születésű norvég énekes, dalszerző, producer, zenész.

## Karrier

### Melodi Grand Prix(2008–2009)
Ovi már többször próbálkozott az Eurovíziós Dalfesztiválra ki jutni. Először, 2008-ban amikor a norvég nemzeti döntőn, a Melodi Grand Prix-n vett részt, de nem jutott el a döntőig. A következő évben, 2009-ben is próbálkozott, a Seven Seconds című szerzeménnyel, de ekkor sem sikerült győznie.

### Selecția Națională(2010)
2010-ben a román nemzeti döntőn, a Selecția Naționalăn indult Paula Selinggel közösen egy duettel. Daluk címe a Playin with Fire volt. A duett végül bejött és megnyerték a válogatót és ők képviselhették Romániát a 2010-es Eurovíziós Dalfesztiválon,  Oslóban. Románia ebben az évben a második elődöntőbe került, ahol Paula és Ovi a negyedik helyen végeztek, így továbbjutottak a döntőbe. A döntőben a tizenkilencedikként léptek színpadra. A szavazás során 162 pontot szereztek, ez a harmadik helyre volt elég a 25 fős mezőnyben. Maximális 12 pontot kaptak Moldovától, 10 pontot az Egyesült Királyságtól, Norvégiától, Spanyolországtól, Portugáliától és Svédországtól. Ezzel Románia legjobb eredményét érték el a dalfesztivál történelmében.

### Visszatérés azEurovízióhoz(2012)
Ovi 2011-ben nem indult válogatóműsorban. Majd, 2012-ben mint dalszerző tért vissza, a norvég műsor egyik versenyzőjének, Reidun Sæthernek a dalát Thomas G:sonnal és Tommy Berrerel ő írta.

### Selecția Națională(2014)
2014-ben Paula és Ovi újra elindult a román válogatón, ahol ismét sikerült győzniük, így már másodszorra képviselhették hazájukat a 2014-es Eurovíziós Dalfesztiválon, Koppenhágában. Versenydaluk a Miracle volt. 2014. május 8-án, a dalfesztivál második elődöntőjében léptek fel, ahol Paula és Ovi – a későbbi győztes, Ausztria után – a második helyen végeztek, így továbbjutottak a május 10-i döntőbe. A döntőben a hatodikként léptek színpadra. A szavazás során 72 pontot szereztek, ez viszont a tizenkettedik helyre volt elég a 26 fős mezőnyben. Moldovától ebben az évben is maximális 12 pontot kaptak.